# Cratere Paulina
Paulina è un cratere sulla superficie di 4 Vesta.